# Nada Matta
Nada Matta, née en 1968, est une artiste et illustratrice de livres pour enfants franco-libanaise,.

## Œuvre
Dans son premier album Petite Pépite publié en 2016, elle met en scène sa fille trisomique, et reçoit le Prix Sorcières du meilleur album. Dans son album Batistou, elle décrit une histoire d'amitié entre une fillette et un âne
Ses toiles sont régulièrement exposées en France et au Liban.

## Publications
- Nada Matta, Dans le cœur, Éditions MeMo, dl 2021 (ISBN 978-2-35289-495-7 et 2-35289-495-6, OCLC 1258987694, lire en ligne)
- Nada Matta, Batistou, Éditions MeMo, 2018 (ISBN 978-2-35289-383-7 et 2-35289-383-6, OCLC 1052879681, lire en ligne)
- Nada Matta, Petite pépite, Editions MeMo, impr. 2016 (ISBN 978-2-35289-283-0 et 2-35289-283-X, OCLC 951169134, lire en ligne)

## Expositions
- 2013 : participation au Parcours d´artistes de Metz.
- 2017 : exposition en solo à la galerie 292RMEIL293 à Beirut.
- 2018 : participation à la Beirut Art Fair.
- 2019 : participation à DDESSINPARIS[7] et exposition en solo à Mission Art à Beirut[8].
- 2020 : participation à l'exposition "October 17" revolution à la galerie Janine Rebeiz à Beirut et à l'événement « Vivre un jour de plus » à la HGallery, Paris[9].

## Prix et distinctions
- Prix Sorcières Album en 2017 pour Petite Pépite[10]